# Kōji Chino
Kōji Chino (千野 皓司, Chino Kōji), né le 17 décembre 1930 et mort en 2022, est un réalisateur et un scénariste japonais.

## Biographie
Kōji Chino fait ses études à l'université Waseda.
Il a réalisé sept films et a écrit sept scénarios entre 1961 et 1990.

## Filmographie partielle
- 1959 : Tōkyō no kodoku (東京の孤独?)
- 1963 : Yoru no kunshō (夜の勲章?)
- 1970 : Aru heishi no kake (ある兵士の賭け?), coréalisé avec Keith Larsen et Nobuaki Shirai
- 1988 : Mitsuyaku: Gaimushō kimitsu rōei jiken (密約 外務省機密漏洩事件?)